# Alf Landon
Alfred (Alf) Mossman Landon (West Middlesex (Pennsylvania), 9 september 1887 – Topeka (Kansas), 12 oktober 1987) was een Amerikaans politicus. Hij was de 26e gouverneur van Kansas, maar vooral bekend vanwege zijn recordnederlaag als de Republikeinse kandidaat bij de Amerikaanse presidentsverkiezingen in 1936. Nog nooit sinds de president van de Verenigde Staten via directe verkiezingen werd gekozen behaalde een kandidaat van een van de twee grote partijen zo weinig kiesmannen.

## Levensloop
Landon groeide op in Marietta, Ohio. Samen met zijn familie verhuisde hij op 17-jarige leeftijd naar Kansas, waar hij in 1908 afstudeerde aan de Universiteit van Kansas. Hij werkte eerst bij een bank, voordat hij zich in 1912 als onafhankelijke olieproducent vestigde in Independence in Kansas. Tijdens de Eerste Wereldoorlog werkte hij voor het leger en specialiseerde zich in chemische oorlogsvoering. Rond 1929 was Landon miljonair en speelde een belangrijke rol bij de totstandkoming van United States Oil & Gas Association, een grote belangenorganisatie van de Amerikaanse gas- en olie-industrie.
In zijn persoonlijke leven ging het minder voorspoedig. Zijn eerste vrouw Margaret Fleming, die hem een dochter schonk, overleed in 1918. Met zijn tweede vrouw Theo Cobb kreeg hij nog een zoon en dochter.
Landon steunde in 1912 de Progressieve Partij van Theodore Roosevelt en was in 1922 de privésecretaris van de gouverneur van Kansas. Daarna groeide hij uit tot een van de leiders van de liberale Republikeinen binnen de staat Kansas. Hij speelde een belangrijke rol in de voor de Republikeinen succesvol verlopen landelijke verkiezingen in 1928. In 1932 werd hijzelf verkozen als gouverneur in Kansas. Twee jaar later werd hij herkozen. Hij en de Californische gouverneur Frank Merriam waren de enige twee Republikeinen die dat jaar werden herkozen als gouverneur. Landon bouwde een reputatie op als fiscaal conservatief, hoewel hij vond dat de overheid bepaalde sociale misstanden moest aanpakken. Hij kon zich gedeeltelijk vinden in de New Deal van president Franklin Delano Roosevelt en steunde de opkomst van de vakbonden.
De gouverneur van Kansas wilde het in 1936 opnemen tegen Roosevelt. De Republikeinse voorverkiezingen werden weliswaar gewonnen door senator William Borah, maar Conventiedelegaties hadden destijds veel meer vrijheid om te stemmen op de kandidaat van hun voorkeur. Er werd zelfs lang niet in alle staten een voorverkiezing gehouden. Dit leidde ertoe dat Landon tijdens de eerste stemming bijna unaniem werd verkozen. Zijn running mate werd de uitgever Frank Knox.
Landon zelf voerde nauwelijks campagne. In de eerste twee maanden na de Republikeinse Conventie verscheen hij bijna niet in het openbaar. Aan het einde van de campagne beschuldigde hij Roosevelt van corruptie. De president zou zoveel macht naar zich hebben toe getrokken dat hij daarmee de Grondwet ondergroef.
De verkiezingen verliepen desastreus voor het duo Landon-Knox. Ondanks een steunbetuiging van sportster Jesse Owens haalde ze maar 36.5 procent van de stemmen binnen. Landon verloor zelfs in zijn eigen thuisstaat. Alleen in de staten Maine en Vermont, in totaal acht kiesmannen, behaalde hij een meerderheid. Slechts George Washington (tweemaal unaniem) en James Monroe (één tegenstem) waren met minder tegenstemmen verkozen dan Roosevelt in 1936.
Na de verkiezingsnederlaag diende Landon zijn termijn als gouverneur uit en keerde terug naar de olie-industrie. Hij weigerde een positie in het kabinet van Roosevelt, omdat de president Landons voorwaarde dat hij geen derde termijn zou ambiëren niet accepteerde. Na de uitbraak van de Tweede Wereldoorlog in 1939 bestreed Landon de isolationisten, omdat hij vond dat daarmee een signaal aan Nazi-Duitsland werd afgegeven dat Amerika niet bereid was om te vechten. Na de Communistische Revolutie in China was hij een van de eersten die pleitte voor de erkenning van de regering van Mao Zedong, en haar toelating tot de Verenigde Naties. Op dat moment was dat standpunt niet populair binnen het leiderschap van zowel de Republikeinen als Democraten. In 1961 stelde Landon dat de Verenigde Staten moesten toetreden tot de Europese Economische Gemeenschap.
Landon gaf zijn naam aan de zogeheten Landon Lectures (Landon-toespraken). Onder deze naam organiseert de Universiteit van Kansas tot op de dag van vandaag regelmatig lezingen door belangrijke politieke personen, onder wie meerdere Amerikaanse presidenten. Op 13 december 1966 hield hij zelf de eerste lezing. In 1976 sprak hij de Republikeinse Conventie toe.
President Ronald Reagan bezocht Landon in 1987 bij hem thuis in Topeka vanwege zijn honderdste geboortedag. 33 dagen later overleed Landon. Zijn dochter Nancy Landon Kassebaum werd driemaal gekozen in de Senaat. Haar tweede man was collega-senator en Reagans stafchef Howard Baker.
- Bibliothèque nationale de France: cb16974336s (data)
- Gemeinsame Normdatei: 1156784298
- International Standard Name Identifier: 0000 0000 3982 5246
- Library of Congress Control Number: n86111015
- National Archives and Records Administration: 10571844
- Nationale Bibliotheek van Israël: 987007271432305171
- Nederlandse Thesaurus van Auteursnamen: 070637970
- SNAC: w6m14vvt
- Virtual International Authority File: 6418204
- WorldCat: E39PBJtrY34bMVB7jdKCdqXDbd